# Dilution isotopique

Principe de base de la dilution isotopique : l'ajout d'un standard enrichi à l'échantillon naturel donne un échantillon plus simple à analyser, et permet de remonter ensuite à la composition de l'échantillon original.

La technique d'analyse par dilution isotopique est une méthode quantitative de dosage d'éléments ou d'espèces dans un échantillon. Elle est applicable à tout élément ayant au moins deux isotopes, et utilisée lors d'analyses par spectrométrie de masse. Elle consiste, sous sa forme la plus simple, à ajouter à l'échantillon à analyser une quantité bien connue d'élément enrichi en l'isotope le plus rare de l'échantillon. Ce mélange « dilue » l'isotope du standard enrichi qui a été ajouté, d'où le nom de la méthode.
La dilution isotopique est classée comme une méthode à étalon interne, car le standard (la forme enrichie de l'élément à analyser) est ajouté directement à l'échantillon. De plus, contrairement aux méthodes analytiques traditionnelles qui reposent sur l'intensité du signal, la dilution isotopique s'appuie sur la mesure du rapport des signaux. En raison de ces deux avantages, la méthode de la dilution isotopique est considérée comme l'une des plus fiables et de plus haut standard métrologique.

## Histoire

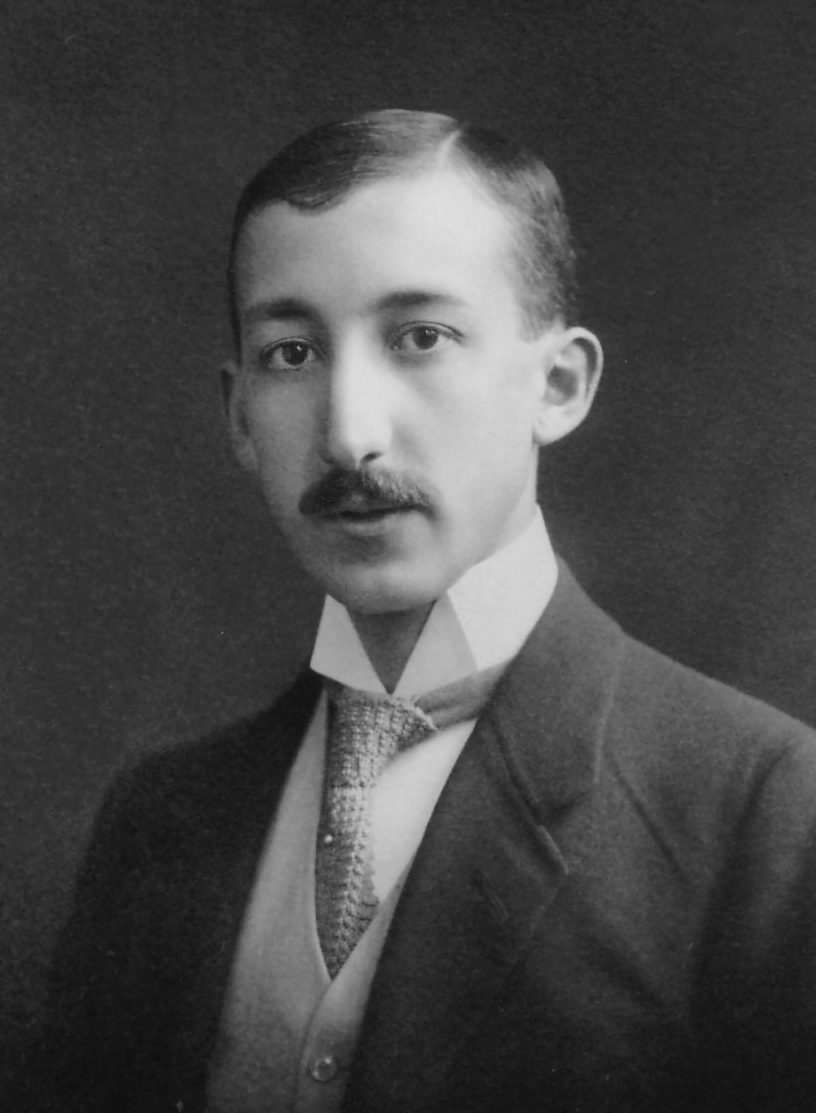
Le chimiste hongrois George de Hevesy a reçu le prix Nobel de chimie pour le développement de la méthode par traceur radioactif, précurseur de la dilution isotopique.

L'utilisation de traceurs isotopiques en chimie analytique est le précurseur de la dilution isotopique. Cette méthode a été développée au début du XXe siècle par George de Hevesy, et lui a valu le prix Nobel de chimie en 1943. L'une des premières utilisations de la méthode des traceurs a été la détermination de la solubilité des sulfite et chromate de plomb en 1913 par Hevesy et Friedrich Adolf Paneth. Dans les années 1930, le biochimiste David Rittenberg a commencé à utiliser le marquage isotopique en biochimie, ce qui a permis des études détaillées du métabolisme cellulaire. Dans les années 1940, la dilution isotopique est appliquée au dosage élémentaire du carbone, de l'oxygène, de l'azote et du soufre.

## Applications
La dilution isotopique est utilisée presque exclusivement avec la spectrométrie de masse dans des applications demandant un haut degré de précision. Par exemple, aux États-Unis tous les instituts nationaux de métrologie s'appuient sur la dilution isotopique pour produire des matériaux de référence certifiés. On parle parfois d'IDMS (pour Isotope Dilution Mass Spectrometry) pour cette méthode. En plus de son utilisation pour les analyses de précisions, la dilution isotopique est également employée lorsqu'il y a une très faible quantité d'échantillon à analyser. Lors des analyses radiochimiques, des isotopes radioactifs peuvent être employés dans la dilution isotopique, ce qui est souvent exploité dans des applications biomédicales.